# Vera El Khoury Lacoeuilhe
Vera El Khoury Lacoeuilhe, née Vera El Khoury en 1959 à Beyrouth, est une diplomate et conférencière en droit international libanaise.

## Biographie

### Jeunesse et formation
Vera El Khoury est l’aînée des enfants de Georges et Elham El Khoury. Elle fait ses études primaires et secondaires au collège protestant français de Beyrouth. Elle est titulaire d’une licence en sciences politiques et administration de l'université américaine de Beyrouth et d'une maîtrise sur le Proche et Moyen-Orient de l'université de New York.

### Carrière
Vera El Khoury Lacoeuilhe est conseillère auprès du Ministère de la culture du Liban et membre de l'équipe indépendante des conseillers, établie par le Conseil économique et social des Nations unies (ECOSOC). Elle est conférencière en droit international à l'université Panthéon-Sorbonne, faculté de droit, département des études internationales et européennes, Master 2 intitulé « Institutions et Organisations internationales ».
En 1996, elle commence sa carrière diplomatique. Elle a participé à la plupart des sessions de la Conférence générale de l’UNESCO où elle fut présidente de la Commission conjointe (administrative et programme) de la 30e session (1999), présidente du Groupe sur le droit de vote de la 32e session (2003), vice-présidente de la Commission administrative des 30e, 31e et 32e sessions (1999, 2001 et 2013).
Elle a appartenu au Conseil exécutif de l'UNESCO où elle fut présidente du Groupe d'experts sur les questions financières et administratives (2000-2001), présidente du Groupe sur l'introduction de l'euro (2001), présidente du Groupe ad hoc sur l'évaluation externe indépendante de l'UNESCO (IEE) (2009-2010) et présidente du Groupe préparatoire (2012-2013).
Elle a été élue présidente de groupes de travail /comités, y compris celui sur la réforme de la Conférence générale et du Conseil exécutif de l'UNESCO. Elle a présidé la 27e session (Paris, 2003) du Comité du patrimoine mondial et a été la vice-présidente de la 28e session (Suzhou, 2004). En 2014, elle présida au siège de l’UNESCO à Paris la première session extraordinaire de l’Assemblée générale des États parties à la Convention du patrimoine mondial.
Elle a été nommée à la présidence du Comité sur la protection et la promotion de la diversité des expressions culturelles (2009).
Elle a présidé le groupe de rédaction de la Convention internationale contre le dopage dans le sport (2003) et la réunion d'experts intergouvernementaux pour la négociation de la recommandation sur le paysage urbain historique (2011). Elle fut Chef de délégation à la Réunion mondiale sur l’Éducation pour tous (Mascate, Oman) (2014).
Elle est conseillère auprès du ministère de la Culture du Liban et membre de l'équipe indépendante des conseillers, établie par le Conseil économique et social des Nations unies (ECOSOC), chargée de faire des recommandations sur le positionnement à long terme du système de développement des Nations unies. Elle est conférencière en droit international à la Sorbonne à Paris. Elle parle l'arabe, le français et l'anglais.

## Distinctions
- Chevalier de l'ordre national du Mérite (France) (novembre 2005)[14].
- Insigne de l'Ordre de Vytautas le Grand (Lituanie) (juin 2005).